# 소원면
소원면(所遠面)은 대한민국 충청남도 태안군의 면이다.

## 행정 구역
- 모항리
- 법산리
- 소근리
- 송현리
- 시목리
- 신덕리
- 영전리
- 의항리
- 파도리

## 관광
- 유류피해극복기념관
- 만리포해수욕장

## 교육
- 소원초등학교 (신덕리)
  - 의항분교 (폐교) - 소원면 송의로 691 (의항리)
  - 소근분교 (폐교) - 소원면 소근로 630-15 (소근리)
- 시목초등학교 (시목리)
- 만리포중학교 (신덕리)
- 만리포고등학교 (신덕리)